# 李兴山
李兴山（1945年7月—），山东招远人，汉族，中华人民共和国政治人物、第十一届全国政协委员。
加入中国共产党，担任中共中央党校原校委委员、教育长。2008年，当选第十一届全国政协委员，代表教育界，分入第四十二组。并担任文史和学习委员会专委。